# Sidney Lanier
Pour les articles homonymes, voir Lanier.
Sidney Lanier, né le 3 février 1842 à Macon en Géorgie et mort le 7 septembre 1881 à Lynn en Caroline du Nord, est un poète et musicien américain.

## Biographie
Fils de Robert Sampson Lanier et Mary Jane Anderson, il a des ancêtres anglais et français. Il apprend dans son enfance à jouer du piano, de la flûte, de la guitare, du violon et de l'orgue. Il fait ses études à l'université Oglethorpe.
Il participe aux combats de la guerre de Sécession dans le camp des confédérés. Après la guerre, il s'installe en Alabama où il écrit son premier roman, Tiger Lilies (1867).
Il est organiste et chef de chœur à Montgomery en Alabama, puis devient premier flûtiste du Peabody Symphony Orchestra de Baltimore en 1873. Il écrit plusieurs articles sur la musique réunis dans Music and Poetry : Essays upon Some Aspects and Interprétations of the Two Arts (1898). Il compose aussi des mélodies et des pièces pour flûte. 

## Sources
- Theodore Baker et Alain Pâris (trad. Marie-Stella Pâris), Dictionnaire biographique des musiciens, R. Laffont, 1995 (ISBN 2-221-90103-7, 978-2-221-90103-8 et 2-221-06510-7, OCLC 896013421, lire en ligne)
- HARRY COLIN THORPE, « SIDNEY LANIER », The Musical Quarterly, vol. XI, no 3,‎ 1925, p. 373–382 (ISSN 0027-4631 et 1741-8399, DOI 10.1093/mq/xi.3.373, lire en ligne, consulté le 11 octobre 2020)
- Jane S. Gabin, Lanier, Sidney (1842-1881), poet and musician, Oxford University Press, coll. « American National Biography Online », février 2000 (lire en ligne)